# Clare Torry
Clare Torry est une chanteuse britannique née le 29 novembre 1947 à Londres.

## Biographie
Clare Torry est surtout connue pour son improvisation vocale sur la chanson The Great Gig in the Sky parue en 1973 sur l'album The Dark Side of the Moon de Pink Floyd. Elle a aussi travaillé comme chanteuse en studio et choriste lors de concerts avec Olivia Newton-John, The Alan Parsons Project — elle est présente sur l'album Eve en 1979 —, Gary Brooker, Culture Club, Meat Loaf, Serge Gainsbourg (Rock around the bunker, 1975) et Johnny Mercer.
Dans l'album Waking Up with the House On Fire de Culture Club, sorti en 1984, elle chante sur le titre The War Song d'une manière très similaire à The Great Gig in the Sky
Elle a repris durant une courte période son rôle au sein de Pink Floyd, dans les années 1980, et a également contribué à l'album de Roger Waters Radio K.A.O.S., paru en 1987. Lors du festival de Knebworth de l'été 1990, alors que Pink Floyd se produit sans Roger Waters, Clare Tory chante  The Great Gig in the Sky devant 120 000 spectateurs pour la première et unique fois depuis l'album Dark Side of the Moon.
Clare Torry a chanté Love Is Like a Butterfly (en) de Dolly Parton pour le générique de la sitcom Butterflies (en) des années 1970 avec Wendy Craig et Geoffrey Parlmer.
En 2004, elle a poursuivi en justice Pink Floyd et EMI pour des royalties non perçues, basées sur sa contribution à The Great Gig in the Sky qui constituerait des droits de coauteurs, avec Richard Wright.
À l'origine, elle avait été payée £30 pour son travail de studio le dimanche. En 2005, cependant, un règlement amiable a été trouvé à la Haute Cour de justice d'Angleterre et du Pays de Galles en faveur de Clare, bien que les limites n'aient pas été fixées. Les éditions de The Dark Side of the Moon voient dès lors le nom de Clare Torry dans les crédits, juste à côté de celui de Richard Wright, pour sa participation à la création de The Great Gig in the Sky. Le DVD live P*U*L*S*E, sorti en 2006, montre, quant à lui, le crédit Wright/Vocal composition by Clare Torry pour le morceau The Great Gig in the Sky.
Elle a également participé à l'album Le Parc de Tangerine Dream.